# 灵泉街道 (开远市)
灵泉街道，是中华人民共和国云南省红河哈尼族彝族自治州开远市下辖的一个街道办事处。

## 行政区划
灵泉街道下辖以下地区：
南正街社区、聚源社区、落云社区、健民社区、崇文社区、石桥社区、泸江社区、小新村社区、西园社区、红运社区、解化社区、星光社区、三台铺村、城干村、崩打村、落云村、西路村和南路村。